# L'Homme de joie
Pour plus de détails, voir Fiche technique et Distribution.
L'Homme de joie est un film français réalisé par Gilles Grangier et sorti en 1950.

## Fiche technique
- Titre : L'Homme de joie
- Réalisation : Gilles Grangier
- Assistant : Claude Pinoteau
- Scénario : René Wheeler, d'après la pièce de Paul Géraldy et Robert Spitzer[1]
- Dialogues : Paul Géraldy
- Photographie : Michel Kelber
- Décors : Guy de Gastyne
- Son : Lucien Lacharmoise
- Musique : René Sylviano
- Montage : Jacqueline Douarinou
- Production : Les Films Ariane
- Format : Noir et blanc
- Genre : Comédie
- Durée : 78 minutes
- Date de sortie : 8 décembre 1950
- Affiche : Pierre Pigeot (France)

## Distribution
- Jean-Pierre Aumont : Henri
- Simone Renant : Madeleine Jolivet
- Jacques Morel : Édouard Jolivet
- Lysiane Rey : Margot Baron
- Nadine Alari : Mireille
- Henri Crémieux : M. Jolivet
- Maurice Derville
- René Fluet : le chanteur
- Émile Genevois : le livreur
- Jacqueline Noëlle : une girl
- Anita Palacine : Lisa
- Victor Tabournot
- Hélène Vallier